# RIMI
りみねこ（7月5日 - ）は、日本のマルチタレント。大分県大分市出身。A型。
大分県に拠点を置くプロレス団体、プロレスリングFTO所属。以前は「RIMI」として活動。

## 人物
- 脳波に反応する猫耳"necomimi"に、猫ヒゲのフェイスペイントが特徴。
- 主にイベントMC中心の活動を行なっている。
- 読者モデルやシンガーとしても活躍中。
- 超がつくほどの猫好きで知られ、猫姫シンガーの異名を持つ。愛猫の名前はギン。
- もてもてナインティナイン、お見合い大作戦には、一般女性として参加。

## ディスコグラフィー

### オムニバスCD
- 『QUARTER mix』(2009/7/1発売『一粒のココロ』で参加。販売：シーバードレコード　発売: ベルウッド・レコード)

## 出演

### TV
- 月刊FTO-TV（Ustream番組）
- Wonder TV in Oita
- もてもてナインティナイン（本名出演）

### マガジン
- シティ情報おおいた
- CONKA
- 月刊パチ☆チャンス

### イベント
- スカル☆ソニック　MC
- CAPE HYUGA ULTRA SOUND2010　Singer & MC
- さかなクン　お魚講座　アシスタント

### 舞台
- 劇団ふるさときゃらばん　クマゴンの森(子役)
- 劇団フジ　ピノッキオ(子役)
- 劇団フジ　小公子(子役)
- 劇団フジ　火の用心にご用心~団地自治会の変~(2014)

### その他
- 大分ヒートデビルズ アリーナガール